# Hemmental
Hemmental är en ort i kommunen Schaffhausen i kantonen Schaffhausen i Schweiz. Den ligger cirka 6 kilometer nordväst om centrala Schaffhausen. Orten har 658 invånare (2023).
Orten var före den 1 januari 2009 en egen kommun, men inkorporerades då i kommunen Schaffhausen.